# Fannia glaucescens
Fannia glaucescens är en tvåvingeart som först beskrevs av Zetterstedt 1845.  Fannia glaucescens ingår i släktet Fannia och familjen takdansflugor. Arten har ej påträffats i Sverige. Inga underarter finns listade i Catalogue of Life.